# اتحادیه مالایا
اتحادیه مالایا (به انگلیسی: Malayan Union) اتحادیه‌ای از ایالت‌های مالایی و دو شهرک تنگه، به نام‌های پنانگ و ملاکا، بود. این اتحادیه جانشین مالایای بریتانیا شده بود و جهت یکپارچه سازی شبه‌جزیره مالایی، تحت نظر یک دولت واحد برای تسهیل در مدیریت آنها، بنیان نهاده شد. به دنبال مخالفت مردم مالایی، اتحادیه در سال ۱۹۴۸ به عنوان فدراسیون مالایا، سامان‌دهی مجدد گردید.

## تشکیل اتحادیه مالایا
قبل از جنگ جهانی دوم، مالایای بریتانیا شامل سه گروه نظام حکمرانی: ایالات فدرال مالایا تحت‌الحمایه، پنج ایالت غیرفدرال مالایا مورد حمایت و مستعمره تاج شهرک‌های تنگه بود.
در روز ۱ آوریل ۱۹۴۶، اتحادیه مالایا به‌طور رسمی با اعلام ادوارد گنت به عنوان حکمران، با ترکیب ایالات فدرال مالایا، ایالات غیرفدرال مالایا و شهرک‌های تنگه پنانگ و ملاکا تحت یک دولت واحد، اعلام موجودیت کرد. پایتخت اتحادیه کوالا لامپور بود. شهرک تنگه سنگاپور سابق به عنوان یک مستعمره تاج جداگانه مدیریت می‌گردید.
ایدهٔ اتحادیه، اولین بار در اکتبر ۱۹۴۵ توسط بریتانیا بیان گردید، (طرح‌ها در اوائل مه ۱۹۴۴ به کابینه جنگ ارائه شده بود) که بعد از جنگ جهانی دوم توسط فرمانداری نظامی بریتانیا مطرح شده بود.